# Los Kjarkas
I Los Kjarkas sono un gruppo di musica andina boliviano.
Nel resto del mondo il gruppo è noto a molti per la canzone Llorando se fue, una canzone in spagnolo (esiste una versione bilingue in giapponese), che fu tradotta in portoghese ed adattata al ritmo di Lambada dal gruppo Kaoma per divenire un successo mondiale nel 1989. Purtroppo la traduzione non era autorizzata e seguì un processo di plagio, vinto dai Los Kjarkas.

## Discografia
- Bolivia (1976)
- Fortaleza Vol. 1 (1977)
- Fortaleza Vol. 2 (1978)
- Kutimuy (1979)
- Condor Mallku (1980)
- Desde el alma de mi pueblo (1981)
- Canto a la mujer de mi pueblo (1981)
- Sol de los andes (1983)
- Pueblos perdidos (1984)
- Desde el japón (1985)
- El amor y la libertad (1987)
- Chuquiago Marka (1988)
- Génesis Aymara (1989)
- Sin palabras (1989)
- Los andes... descubrió su rostro milenario (1990)
- Techno Kjarkas (1991)
- El arbol de mi destino (1992)
- Hermanos (1993)
- A los 500 años (1994)
- Por siempre (1997)
- El lider de los humildes (1998)
- Lección de vida (2001)
- 35 años (2006)
- 40 años despues (2012)